# Harry Potter: Quidditch-Weltmeisterschaft
Harry Potter: Quidditch-Weltmeisterschaft (englischer Originaltitel: Harry Potter: Quidditch World Cup) ist ein Sportsimulation aus dem Jahr 2003, welche auf dem fiktiven Sport Quidditch aus der Harry-Potter-Reihe basiert.

## Charaktere und Teams
Die Kader des Hogwartshaus-Teams basieren auf Harry Potter und der Gefangene von Askaban. Andere Mitglieder der Hausmannschaft und der Nationalmannschaft, die nicht in den Büchern genannt werden, werden in diesem Spiel genannt, und ihre Namen sind auch auf den Schokoladenfroschkarten im Halbblutprinzen-Videospiel aufgeführt.
Wie in den ersten drei Büchern kehrt Lee Jordan als Spiel-Kommentator für die Hauspokal-Spiele zurück, aber Seamus Finnigan treten als Farbkommentator bei. In der Zwischenzeit kehrt Ludo Bagman als Spiel-Kommentator für internationale Spiele mit einer Reihe von Farbkommentatoren zurück. Andere Charaktere wie z. B. Hermine Granger, Ron Weasley, Rolanda Hooch und Albus Dumbledore treten auf der Tribüne und anderswo auf.

## Gameplay

### Hogwarts
In dieser Phase kämpft der Spieler mit einem der Hogwarts-Hausteams – Gryffindor, Ravenclaw, Hufflepuff oder Slytherin – um die Hogwarts-Quidditchmeisterschaft zu gewinnen. Jedes Haus-Team wird von seinem Sucher vertreten, und jeder Sucher ist eine bestimmte Figur aus den Büchern (Harry Potter für Gryffindor, Draco Malfoy für Slytherin, Cedric Diggory für Hufflepuff und Cho Chang für Ravenclaw). Wenn der Spieler ein Team auswählt, fliegt der Sucher des gewählten Hauses auf seinem Besen davon. Wenn der Spieler zum ersten Mal eine Mannschaft spielt, gibt der Charakter eine kurze Erklärung ab, in der er die Auswahl des Spielers lobt. Dann erscheinen die Hausherausforderungen. Diese Herausforderungen konzentrieren sich auf bestimmte Bereiche eines vollständigen Quidditchspiels und werden verwendet, um das Spiel für neue Spieler zu erlernen oder Fähigkeiten als wiederkehrender Spieler zu verbessern.
Es gibt sechs House-Herausforderungen: Passing, Tackle and Shoot, Seeker, Beaters and Bludgers, Special Moves und Combos. Jeder wird von einem relevanten Spieler geführt – zum Beispiel führt Harry die Gryffindor Seeker-Herausforderung an, während Angelina Johnson die Gryffindor Passing-Herausforderung und Oliver Wood die Gryffindor Combo-Herausforderung anführt. Nur die ersten drei Herausforderungen – Passing, Tackle and Shoot und Seeker – stehen dem Spieler zunächst zur Verfügung, wobei Beaters and Bludgers und Special Moves nach dem ersten Quidditch-Spiel freigeschaltet und Combos nach dem zweiten Match freigeschaltet werden. Durch das Abschließen der ersten Herausforderungen kann der Spieler sein erstes vollständiges Quidditchspiel spielen. Die Mannschaft, mit der der Spieler konfrontiert ist, hängt davon ab, als welche Mannschaft er spielt. Durch den Gewinn des Spiels werden die nächsten Herausforderungen freigeschaltet, die dann abgeschlossen werden müssen, um das nächste Spiel freizuschalten. Wenn Sie das zweite Spiel gewinnen, wird die letzte Herausforderung freigeschaltet. Durch das Abschließen dieser Herausforderung wird das letzte Spiel der Hogwarts-Quidditchmeisterschaft freigeschaltet.
Während eines Quidditchspiels kontrolliert der Spieler die Verfolger, die versuchen, mit der Quaffel Tore zu erzielen, um 10 Punkte pro Tor zu verdienen. Die Fähigkeiten der Verfolger hängen davon ab, welche Herausforderungen abgeschlossen wurden (zum ersten Mal) (Beispiel: Im ersten Spiel des Spielers kann er keine Spezial- oder Kombinationsbewegungen ausführen). Fähigkeiten werden auch freigeschaltet, indem bestimmte Quidditchkarten gesammelt werden. Diese Karten werden durch bestimmte Aufgaben verdient, z. B. durch Gewinnen ohne Gegentor oder durch Ausführen einer bestimmten Anzahl von Diebstählen in einem Spiel. Am oberen Bildschirmrand befindet sich in der Punkteanzeige jedes Teams ein dünner Balken mit der Hälfte des Goldenen Schnatzes. Aktionen, die von den Verfolgern im Spiel ausgeführt werden, wie z. B. ein erfolgreicher Pass, erhöhen die Messlatte geringfügig, und durch Ausführen einer erfolgreichen Folge von Kombinationspässen und Schüssen kann die Messlatte um einen Betrag erhöht werden, der proportional zur Länge der Kombinationszeichenfolge ist, und zwar um bis zu sieben Aktionen. Der Spieler kann weiterhin Aktionen mit der Combo verketten, aber der Zähler geht nicht über 7 hinaus. Der Balken erhöht sich, bis beide Hälften verbunden sind.
Die Verfolger können auch Züge ausführen, um die Leiste des gegnerischen Teams zu entleeren, z. B. erfolgreich die gegnerischen Verfolger mit einem Klatscher treffen, einen erfolgreichen Spezialzug ausführen oder einen Team-Spezialzug ausführen. Jedes Team im Spiel hat einen einzigartigen Team Special Move, der eine kurze Filmsequenz spektakulärer Teamarbeit zwischen den Team-Jägern auslöst und die Möglichkeit bietet, mehrere Tore zu erzielen. Zum Beispiel erzielt der Ravenclaw Team Special Move, der Burdish of Raven, dreimal 30 Punkte für insgesamt 30 Punkte – etwas, das kein anderes Team Special Move, selbst der der Nationalmannschaften, tut. Obwohl die ursprüngliche Quidditch-Regel nicht zulässt, dass mehr als zwei Verfolger gleichzeitig im Wertungsbereich sind (bekannt als Stooging, wie in Quidditch Through the Ages angegeben), führt ein solches Verhalten in diesem Spiel nicht zu einer Strafe.
Sobald beide Hälften des Schnatzes verbunden sind, bewegt sich das Spiel unabhängig von der Punktzahl in die Schnatzjagd. Während der Schnatzjagd kontrolliert der Spieler nun den Sucher und folgt dem Schnatz in einem Rennen gegen den gegnerischen Sucher, um ihn zu fangen. Der Spieler kann einen Geschwindigkeitsschub verwenden, der einen Boost-Balken direkt proportional zur Größe des während des Chaser-Teils des Spiels angesammelten Schnatzbalkens entleert. Wenn ein Spieler keinen Boost-Balken mit maximaler Größe hat, erhöht sich seine Größe, wenn er im Windschatten des Schnatzes bleibt (der normalerweise den Balken wieder auffüllt), während sein Balken gefüllt ist. Mit dem Boost kann der Spieler versuchen, den Goldenen Schnatz zu ergreifen, sobald er nah genug ist. Wenn er erfolgreich ist, verdient er 150 Punkte für seine Mannschaft und das Spiel endet. Dies gewinnt in der Regel das Spiel. Der Pokal basiert auf Punkten, nicht auf Siegen, daher haben Teams mit hoher Punktzahl eine bessere Gewinnchance, und das Team mit der höchsten Punktzahl nach allen drei gespielten Spielen gewinnt den Pokal. Wenn Sie mit einem beliebigen Team den Pokal gewinnen, wird der Quidditch-Weltcup freigeschaltet.

### Weltmeisterschaft
Die Weltmeisterschaftsphase ähnelt in Bezug auf das Spiel der Hogwarts-Phase, mit der Ausnahme, dass dem Spieler keine Herausforderungen zur Verfügung stehen und die Teams die Nationalmannschaften realer Länder anstelle der Hogwarts-Häuser sind. Dem Spieler stehen verschiedene Teamoptionen zur Verfügung, darunter England, die USA, Japan, Deutschland, Frankreich, Australien, Spanien und Bulgarien. Letzteres zeigt den Sternensucher aus der Buchreihe Viktor Krum. Bulgarien steht dem Spieler jedoch erst zur Verfügung, wenn er genügend Quidditchkarten gesammelt hat.
Der Hauptunterschied zwischen der Weltmeisterschaft und dem Hogwarts-Pokal besteht darin, dass der Spieler nach der Teamauswahl auswählen muss, welches Besenmodell er verwenden möchte. Dies ist im Wesentlichen ein Auswahlbildschirm für Schwierigkeiten. Die vier verfügbaren Modelle sind Komet 260, Nimbus 2000, Nimbus 2001 und den Feuerblitz. Anfangs sind nur der Komet 260 und der Nimbus 2000 verfügbar, die anderen werden mit Quidditchkarten freigeschaltet. Die verschiedenen Besen bieten unterschiedliche Handhabung im Spiel, obwohl dies kaum wahrnehmbar ist. Die Besenauswahl wirkt sich direkter darauf aus, wie hart die KI spielt.
Der Spieler spielt zweimal gegen jede Mannschaft der Weltmeisterschaft, einmal im Heimstadion und einmal auf dem Heimstadion der gegnerischen Mannschaft. Der Pokal wird auf die gleiche Weise wie der Hogwarts-Pokal vergeben, sodass das Team mit der höchsten Punktzahl am Ende der Saison die Weltmeisterschaft gewinnt. Der Spieler kann mehrere separate Weltmeisterschaften mit verschiedenen Teams gleichzeitig spielen, aber nur eine Weltmeisterschaft mit einem bestimmten Team durchführen. Beispielsweise kann der Spieler gleichzeitig eine Weltmeisterschaft als England und eine separate Weltmeisterschaft als Frankreich spielen, jedoch nicht zwei separate Weltmeisterschaften als Frankreich gleichzeitig.

## Rezeptionen
Das Spiel erhielt gemischte Kritiken. Metacritic gab eine Punktzahl von 68 von 100 für die GameCube- und PS2-Versionen, 69 von 100 für die PC- und Xbox-Versionen, und 53 von 100 für die Game-Boy-Advance-Version. GameSpot gab allen Versionen des Spiels mit Ausnahme der Game-Boy-Advance-Version eine Bewertung von 6,5 / 10, unter Berufung auf träge Kontrollen und flaches Gameplay, lobte jedoch die Aufnahme leicht erkennbarer Charaktere aus den Büchern und Filmen sowie gute Grafiken. IGN gab allen Konsolenversionen des Spiels mit Ausnahme der Game-Boy-Advance-Version eine 7,2 / 10 und GameSpy gab der PC-Version eine Bewertung von drei von fünf Sternen. In Japan gab Famitsu der Game-Boy-Advance-Version eine Punktzahl von zwei Sechsern, einer Fünf und einer Acht, was insgesamt 25 von 40 Punkten entspricht.